# Kanton Chef-Boutonne
Kanton Chef-Boutonne (fr. Canton de Chef-Boutonne) je francouzský kanton v departementu Deux-Sèvres v regionu Poitou-Charentes. Skládá se z 15 obcí.

## Obce kantonu
- Ardilleux
- Aubigné
- Bouin
- Chef-Boutonne
- Couture-d'Argenson
- Crézières
- Fontenille-Saint-Martin-d'Entraigues
- Gournay-Loizé
- Hanc
- La Bataille
- Loubigné
- Loubillé
- Pioussay
- Tillou
- Villemain